# Soudan (Loire-Atlantique)
Soudan é uma comuna francesa na região administrativa do País do Loire, no departamento de Loire-Atlantique. Estende-se por uma área de 53.82 km². Em 2010 a comuna tinha 2 054 habitantes (densidade: 38,2 hab./km²).